# Marsyas de Celesíria
Marsyas de Celesíria (Μαρσύμς) fou el nom d'un riu de Celesíria esmentat per Plini que diu que separava Apamea de la tetrarquia dels nazerins. Era tributari de l'Orontes i el seu nom modern és Yarmuk.